# Albizia viridis
Albizia viridis är en ärtväxtart som beskrevs av Eugène Pierre Nicolas Fournier. Albizia viridis ingår i släktet Albizia och familjen ärtväxter.

## Underarter
Arten delas in i följande underarter:
- A. v. viridis
- A. v. zygioides